# Fürkészholyvaformák
A fürkészholyvaformák (Aleocharinae) a mindenevő bogarak (Polyphaga) Staphyliniformia nevű alrendágába sorolt holyvaszerűek (Staphylinoidea) öregcsaládjában a névadó holyvafélék (Staphylinidae) családjának egyik alcsaládja.

## Életmódjuk, élőhelyük
A fajok többsége ragadozó; őseik valószínűleg korhadéklakók voltak. Egyes fajaik ma is korhadéklakók; mások főleg dögevők.

## Rendszertani felosztásuk
Rendszertanukban még nincs még teljes egyetértés, azt jelenleg is kutatják. A 2020-as évek elején a különböző szerzők mintegy 60–80 nemzetségüket különítették el:
- Actocharini
- Aenictoteratini
- Akatastopsisini
- fürkészholyva-rokonúak (Aleocharini)
- trapézfejűholyva-rokonúak (Amischini)   — vitatott taxon[1]
- penészholyva-rokonúak (Athetini)
- Australestesini
- gödörkésholyva-rokonúak (Autaliini)
- tarkaholyva-rokonúak (Bolitocharini) — vitatott taxon
- Boreocyphini
- vastagcsápúholyva-rokonúak (Caloderini) — vitatott taxon
- Cordobanini
- Corotocini
- Crematoxenini
- Cryptonotopsisini
- kormosholyva-rokonúak (Cypheini) — vitatott taxon
- bibircsesholyva-rokonúak (Dadobiini) — vitatott taxon
- Diestotini
- Diglottini
- Digrammini
- Dorylogastrini
- Dorylomimini
- Drepanoxenini
- Ecitogastrini
- Eusteniamorphini
- karcsúholyva-rokonúak (Falagriini)
- Feldini
- humuszholyva-rokonúak (Geostibini)
- Gymnusini
- taplóholyva-rokonúak (Hydrosmectini) — vitatott taxon
- Himalusini
- kérgészholyva-rokonúak (Homalotini)
- Hoplandriini
- hordalékholyva-rokonúak (Gyrophaenini) — vitatott taxon
- Hygronomini
- gömböcholyva-rokonúak (Hypocyphtini)
- Leucocraspedini
- Liparocephalini
- pamacsosholyva-rokonúak (Lomechusini)
- Masuriini
- televényholyva-rokonúak (Meoticini) — vitatott taxon
- Mesoporini
- Mimanommatini
- Mimecitini
- moszatholyva-rokonúak (Myllaenini)
- hangyászholyva-rokonúak (Myrmedonini) — vitatott taxon
- partfutóholyva-rokonúak (Ocaleini) — vitatott taxon
- fenyérholyva-rokonúak (Ocyusini) — vitatott taxon
- parányholyva-rokonúak (Oligotini)
- pudvaholyva-rokonúak (Oxypodini)
- Oxypodinini
- Paglini
- Paradoxenusini
- Pediculotini
- Philotermitini
- szúvadászholyva-rokonúak (Phloeoporini) — vitatott taxon
- Phyllodinardini
- Phytosini
- laposholyva-rokonúak (Placusini)
- Pronomaeini
- Pseudoperinthini
- Pygostenini
- Sahlbergiini
- Sceptobiini
- komposztholyva-rokonúak (Strigotini) — vitatott taxon
- Skatitoxenini
- borzasholyva-rokonúak (Silusini) — vitatott taxon
- cingárholyva-rokonúak (Tachyusini)
- Taxicerini
- Termitodiscini
- Termitohospitini
- Termitonannini
- Termitopaediini
- Termitusini
- fanedvholyva-rokonúak (Thamiaraeini) — vitatott taxon
- Trichopseniini
- Trilobitideini

## Ismertebb magyarországi fajok
- vakondkedvelő fürkészholyva (Aleochara bellonata)[2]
- nagy fürkészholyva (Aleochara curtula)
- partlakó fürkészholyva (vastagcsápú trágyaholyva, Aleochara lateralis)
- vöröscsápú fürkészholyva (Aleochara laticornis)
- mocsári fürkészholyva (Aleochara brevipennis)
- orsócsápú fürkészholyva (Aleochara spissicornis)
- reszelős fürkészholyva (reszelős trágyaholyva, Aleochara intricata)
- érdes fürkészholyva (Aleochara bipunctata)
- kétszínű fürkészholyva  (kétszínű trágyaholyva, Aleochara moesta)
- fényes fürkészholyva (Aleochara inconspicua)
- sima fürkészholyva  (sima trágyaholyva, Aleochara laevigata)
- gyapjas fürkészholyva (Aleochara lanuginosa)
- közönséges fürkészholyva (Aleochara sparsa)
- komposztlakó fürkészholyva (Aleochara binotata)
- kétfoltos fürkészholyva  (kétfoltos trágyaholyva, Aleochara bipustulata)
- délvidéki fürkészholyva (Aleochara verna)
- vörösszárnyú fürkészholyva (Aleochara erythroptera)
- vörös fürkészholyva (Aleochara ruficornis)

- odúlakó pudvaholyva (Haploglossa marginalis)
- fészeklakó pudvaholyva (Haploglossa puncticollis)
- szegélyes pudvaholyva (Crataraea suturalis)
- fanedvkedvelő pudvaholyva (Stichoglossa semirufa)
- kéreglakó pudvaholyva (Dexiogyia corticina)
- közönséges pudvaholyva (Oxypoda acuminata)
- hosszúlábú pudvaholyva (Oxypoda longipes)
- sötét pudvaholyva (Oxypoda opaca)
- termetes pudvaholyva (Oxypoda spectabilis )
- sujtásos pudvaholyva (Oxypoda vittata)
- vöröses pudvaholyva (Oxypoda abdominalis)
- dunántúli  pudvaholyva (Oxypoda rufa)
- barnás pudvaholyva (Oxypoda togata)
- penészkedvelő pudvaholyva (Oxypoda brevicornis)
- selymes pudvaholyva (Oxypoda carbonaria)
- erdei pudvaholyva (Oxypoda vicina)
- tarka pudvaholyva (Oxypoda  alternans)
- kecses pudvaholyva (Oxypoda formosa)
- berki pudvaholyva (Oxypoda praecox)
- öves pudvaholyva (Oxypoda  annularis)
- rövidcsápú pudvaholyva (Oxypoda flavicornis)
- rozsdaszívű pudvaholyva (Oxypoda haemorrhoa)

- szurokszínű  fenyérholyva (Ocyusa picina)

- közönséges televényholyva (Meotica exilis)
- busafejű televényholyva (Meotica filiformis)

- közönséges partfutóholyva (Ocalea badia)
- hegyi partfutóholyva (Ocalea rivularis)
- vöröses partfutóholyva (Parocyusa rubicunda)

- alföldi vastagcsápúholyva (Ilyobates bennetti)
- termetes vastagcsápúholyva (Ilyobates nigricollis)
- apró vastagcsápúholyva (Calodera aethiops)
- fészeklakó vastagcsápúholyva (Amarochara forticornis)
- hangyakedvelő vastagcsápúholyva (Amarochara bonnairei)

- tölgyes szúvadászholyva (Phloeopora corticalis)
- közönséges szúvadászholyva (Phloeopora teres)

- közönséges  hangyászholyva (Drusilla canaliculata)
- vöröshátú hangyászholyva (Zyras collaris)
- fényes hangyászholyva (Zyras fulgidus)
- termetes hangyászholyva (Zyras haworthi)
- bóbitás hangyászholyva (Zyras cognatus)
- füstös hangyászholyva (Zyras funestus)
- érdes hangyászholyva (Zyras humeralis)
- szegélyes hangyászholyva (Zyras limbatus)
- fakó hangyászholyva (Zyras lugens)
- kis hangyászholyva (Zyras similis)
- ékes hangyászholyva (Zyras ruficollis)

- dudoros pamacsosholyva (Lomechusa emarginata)
- furcsa pamacsosholyva (Lomechusa paradoxa)

- fahéjszínű fanedvholyva (Thamiaraea cinnamomea)
- dohányszínű fanedvholyva (Thamiaraea hospita)

- orsócsápú komposztholyva (Hemitropia lividipennis)
- barnás komposztholyva (Acrotona muscorum)
- mezei komposztholyva (Acrotona parvula)
- kis komposztholyva (Acrotona pygmaea)
- hegyi komposztholyva (Acrotona troglodytes)
- sömörös komposztholyva (Mycetota laticollis)
- közönséges  komposztholyva (Mocyta fungi)
- fényes komposztholyva (Mocyta fussi )
- sárgás komposztholyva (Mocyta negligens)
- fényeshátú komposztholyva (Mocyta orbata)
- szemcsés komposztholyva (Pachyatheta cribrata)
- zsindelyes komposztholyva (Platyola austriaca)

- hosszúcsápú penészholyva (Atheta longicornis)
- fényeshátú penészholyva (Atheta aeneipennis)
- fahéjszínű penészholyva (Atheta cinnamoptera)
- halvány penészholyva (Atheta europaea)
- fémeshátú  penészholyva (Atheta levana)
- barnáshátú penészholyva (Atheta marcida)
- rozsdaszínű penészholyva (Atheta putrida)
- apró penészholyva (Atheta setigera)
- varas penészholyva (Atheta dadopora)
- komposztlakó  penészholyva (Atheta nigra)
- mocsári penészholyva (Atheta zosterae)
- hangyász penészholyva (Atheta anceps)
- fémes penészholyva (Atheta aeneicollis)
- selyemfényű penészholyva (Atheta basicornis)
- taplókedvelő penészholyva (Atheta boletophila)
- sárgáshátú penészholyva (Atheta britanniae)
- barnaszárnyű penészholyva (Atheta castanoptera)
- közönséges penészholyva (Atheta crassicornis)
- termetes penészholyva (Atheta euryptera)
- szurkos penészholyva (Atheta gagatina)
- erdei penészholyva (Atheta hybrida)
- keskenyfejű penészholyva (Atheta hypnorum)
- taplómászó penészholyva (Atheta liturata)
- barnás penészholyva (Atheta pallidicornis)
- nyurga penészholyva (Atheta ravilla)
- fényesfejű penészholyva (Atheta sodalis)
- címeres penészholyva (Atheta triangulum)
- sujtásos penészholyva (Atheta trinotata)
- sárgás penészholyva (Atheta xanthopus)
- kétszínű penészholyva (Atheta aegra)
- barnásvörös penészholyva (Atheta benickiella)
- trágyatúró penészholyva (Atheta ganglbaueri)
- satnya penészholyva (Atheta pittionii)
- vaksi penészholyva (Atheta talpa)
- vörhenyes penészholyva (Atheta scapularis)
- sárgalábú penészholyva (Atheta flavipes)
- berki penészholyva (Atheta balcanicola)
- patakparti penészholyva (Atheta elongatula)
- csermelyparti penészholyva (Atheta luridipennis)
- ártéri penészholyva (Atheta parca)
- partlakó penészholyva (Atheta sequanica)
- délvidéki penészholyva (Atheta dubiosa)
- téli penészholyva (Atheta occulta)
- gödröshátú penészholyva (Atheta picipes)
- penészkedvelő penészholyva (Dalotia coriaria)
- törékeny penészholyva (Alevonota gracilenta)
- vöröses penészholyva (Alevonota rufotestacea)
- fészeklakó penészholyva (Pycnota paradoxa)

- deres  bibircsesholyva (Pachnida nigella)
- szemölcsös bibircsesholyva (Dinaraea aequata)
- közönséges bibircsesholyva (Dinaraea angustula)
- Dinaraea hungarica
- füstös bibircsesholyva (Dinaraea linearis)

- közönséges trapézfejűholyva (Amischa analis)
- gödörkés trapézfejűholyva (Amischa bifoveolata)
- barnás trapézfejűholyva (Amischa decipiens)
- ollós trapézfejűholyva (Amischa forcipata )
- suta trapézfejűholyva (Amischa nigrofusca)

- érdesszárnyú humuszholyva (Geostiba circellaris)
- apró humuszholyva (Geostiba gyorffyi)
- fényeshátú humuszholyva (Liogluta alpestris)
- avarlakó humuszholyva (Liogluta granigera)
- fényesfejű humuszholyva (Liogluta longiuscula)
- penészkedvelő  humuszholyva (Liogluta microptera)
- barna humuszholyva (Liogluta pagana)
- berki humuszholyva (Aloconota sulcifrons)
- nyurga humuszholyva (Aloconota languida)
- busafejű humuszholyva (Aloconota kaufmanni)
- buzogányos humuszholyva (Callicerus obscurus)
- posványlakó humuszholyva (Callicerus rigidicornis)

- selyemfényű hordalékholyva (Dilacra )
- selymes hordalékholyva (Dilacra )

- kormos cingárholyva (Gnypeta carbonaria)
- busafejű cingárholyva (Gnypeta ripicola)
- vöröses cingárholyva (Gnypeta rubrior)
- selymes cingárholyva (Thinonoma atra)
- bronzfényű cingárholyva (Ischnopoda umbratica)
- karcsú cingárholyva (Tachyusa coarctata)
- kecses cingárholyva (Tachyusa concinna)
- szúnyogképű cingárholyva (Tachyusa constricta)
- szürke cingárholyva (Tachyusa objecta)
- selyemfényű cingárholyva (Dacrila fallax)
- egyszínű cingárholyva (Brachyusa concolor)

- szívhátú karcsúholyva (Cordalia obscur)
- hosszúlábú karcsúholyva (Falagrioma thoracica)
- barázdás karcsúholyva (Falagria caesa)
- fényes karcsúholyva (Falagria splendens)
- rovátkás karcsúholyva (Falagria sulcatula)

- pompás tarkaholyva (Pleurotobia magnifica)
- díszes tarkaholyva (Bolitochara bella)
- fényes tarkaholyva (Bolitochara lucida)
- sötét tarkaholyva (Bolitochara obliqua)
- ékes tarkaholyva (Bolitochara pulchra)
- szurdoklakó tarkaholyva (Bolitochara reyi)
- hegyi tarkaholyva (Leptusa pulchella)
- vöröses tarkaholyva (Leptusa ruficollis)
- bunkóscsápú tarkaholyva (Rhopalocerina clavigera)

- zömök taplóholyva (Brachida exigua)
- villás taplóholyva (Gyrophaena affinis)
- öves taplóholyva (Gyrophaena bihamata)
- hegyi taplóholyva (Gyrophaena gentilis)
- füstös taplóholyva (Gyrophaena joyi)
- közönséges taplóholyva (Gyrophaena joyioides)
- termetes taplóholyva (Gyrophaena laevipennis)
- egyszínű taplóholyva (Gyrophaena manca)
- ligeti taplóholyva (Gyrophaena nana)
- magashegyi taplóholyva (Gyrophaena nitidula)
- ékes taplóholyva (Gyrophaena pulchella)
- kormos taplóholyva (Gyrophaena laevigata)
- hosszúcsápú taplóholyva (Agaricochara latissima)

- közönséges  gödörkésholyva (Autalia impressa)
- rovátkás gödörkésholyva (Autalia rivularis)

- vörhenyes  borzasholyva (Silusa rubra)
- pirók borzasholyva (Silusa rubiginosa)
- tömzsi kormosholyva (Cyphea curtula)
- lapos kérgészholyva (Homalota plana)

- tölgyes laposholyva (Placusa adscita)
- kormos  laposholyva (Placusa atrata)
- lemezszerű laposholyva (Placusa complanata)
- aprócska laposholyva (Placusa pumilio)
- sárgás laposholyva (Placusa tachyporoides)

- mocsári moszatholyva (Myllaena dubia)

- rövidszárnyú  moszatholyva (Myllaena infuscata)
- közönséges  moszatholyva (Myllaena intermedia)
- apró moszatholyva (Myllaena minuta)

- komposztlakó  parányholyva (Oligota inflata)
- aprócska parányholyva (Oligota pumilio)
- suta parányholyva (Oligota pusillima)
- gömböc parányholyva (Oligota flavicornis)

- hosszúcsápú  gömböcholyva (Cypha longicornis)
- apró gömböcholyva (Cypha seminulum)
- közönséges  gömböcholyva (Cypha tarsalis)